# Texas Stagecoach
Texas Stagecoach is een Amerikaanse western uit 1940 onder regie van Joseph H. Lewis.

## Verhaal
Larry Kinkaid en zijn vader Jim hebben een postkoetslijn in Texas. Ze zijn goede vrienden van Joan Harper en haar broer Bob, hoewel ze ook concurrenten zijn van elkaar. De bankier John Appleby huurt de schutter Shoshone Larsen in om de beide postkoetsbedrijven tegen elkaar uit te spelen. Hij wil namelijk zelf een weg aanleggen, omdat er goud is ontdekt in de streek.

## Rolverdeling
| Acteur            | Personage       |
| ----------------- | --------------- |
| Charles Starrett  | Larry Kinkaid   |
| Iris Meredith     | Jean Harper     |
| Bob Nolan         | Bob Harper      |
| Chris Curtis      | Shoshone Larsen |
| Kenneth MacDonald | John Appleby    |
| Pat Brady         | Pat             |
| Edward LeSaint    | Jim Kinkaid     |
| George Becinita   | Opache          |
| Don Beddoe        | Tug Wilson      |
| Harry Cording     | Clancy          |